# Rockham (Dakota del Sur)
Rockham es un pueblo ubicado en el condado de Faulk en el estado estadounidense de Dakota del Sur. En el Censo de 2010 tenía una población de 33 habitantes y una densidad poblacional de 25,59 personas por km².

## Geografía
Rockham se encuentra ubicado en las coordenadas 44°54′15″N 98°49′24″O / 44.90417, -98.82333. Según la Oficina del Censo de los Estados Unidos, Rockham tiene una superficie total de 1.29 km², de la cual 1.29 km² corresponden a tierra firme y (0%) 0 km² es agua.

## Demografía
Según el censo de 2010, había 33 personas residiendo en Rockham. La densidad de población era de 25,59 hab./km². De los 33 habitantes, Rockham estaba compuesto por el 100% blancos, el 0% eran afroamericanos, el 0% eran amerindios, el 0% eran asiáticos, el 0% eran isleños del Pacífico, el 0% eran de otras razas y el 0% pertenecían a dos o más razas. Del total de la población el 0% eran hispanos o latinos de cualquier raza.